# Timbre (heráldica)

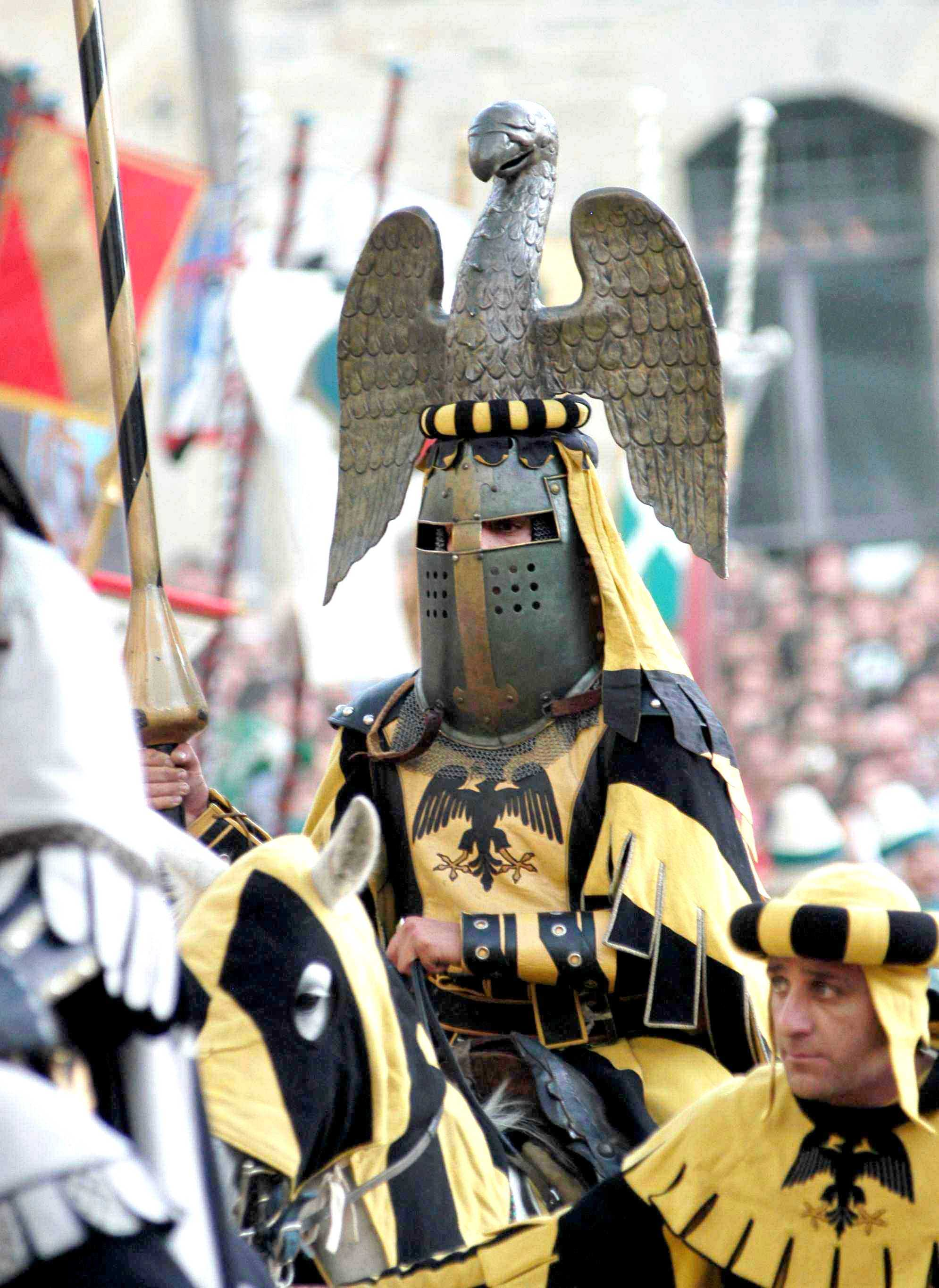
Um homem com um timbre no capacete, reencenando um cavaleiro medieval.

O timbre (do francês timbre) é uma peça das armas do brasão que fica colocada sobre o virol do elmo. Na sua origem, o timbre era mais um elemento que servia para distinguir um cavaleiro no meio de muitos outros. Serve para marcar graus de nobreza.
Em termos heráldicos, o timbre pode assumir várias figuras, como uma flor, um animal, uma cruz ou outro qualquer objeto. Por regra, o timbre deve ter a mesma altura do escudo.

## Ligações externas

Timbre em forma de flor-de-lis
Timbre em forma de plumas